# Ally Walker
Ally Walker (* 25. August 1961 in Tullahoma, Tennessee als Allene Walker) ist eine US-amerikanische Schauspielerin.

## Leben und Leistungen
Walker, Tochter einer Staatsanwältin und eines Wissenschaftlers, wuchs in New Mexico auf. Sie schloss ein Studium der Biologie und der Chemie an der University of California in Santa Cruz ab, außerdem studierte sie am Londoner Richmond College of the Arts, wo sie ihr Interesse am Theater entdeckte. Nach dem Studium arbeitete sie zeitweise als Wissenschaftlerin. Sie lernte in einem Restaurant einen Produzenten kennen, der ihr eine Rolle in der Fernsehserie California Clan anbot.
Walker spielte im Thriller Ermordet am 16. Juli (1993) die Rolle von Audrey Macleah, einer Polizeipsychologin, die im Fall der Kindesentführungen und Morde ermittelt. In der Fernsehserie Profiler spielte sie in den Jahren 1996 bis 1999 die Hauptrolle von Dr. Samantha Waters. Für diese Rolle wurde sie im Jahr 1998 für den Golden Satellite Award und für den Saturn Award nominiert. In Sons of Anarchy spielte sie in 3 Staffeln die psychopathische ATF-Agentin June Stahl. Von Juni bis September 2011 spielte sie die Hauptrolle in der Serie The Protector als Polizistin Gloria Sheppard.
Walker ist seit dem Jahr 1997 mit dem Filmproduzenten John Landgraf verheiratet und hat drei Kinder.

## Filmografie (Auswahl)
- 1988: California Clan (Santa Barbara, Fernsehserie)
- 1989: Truck One (True Blue)
- 1990: Matlock (Fernsehserie, Folge 5x11)
- 1992: Universal Soldier
- 1992: Singles – Gemeinsam einsam (Singles)
- 1993: Ermordet am 16. Juli (When the Bough Breaks)
- 1995: Während Du schliefst (While You Were Sleeping)
- 1995: Alles Liebe, oder was? (Just Looking)
- 1995: Different Minds – Feindliche Brüder (Steal Big Steal Little)
- 1996: Kazaam – Der Geist aus der Flasche (Kazaam)
- 1996: Das Rosenbett (Bed of Roses)
- 1996–1999: Profiler (Fernsehserie)
- 1999: Happy, Texas
- 1999: If You Believe
- 2005–2006: Sleeper Cell (Fernsehserie)
- 2006: Emergency Room – Die Notaufnahme (ER, Fernsehserie, Folge 12x13)
- 2006: The Shield – Gesetz der Gewalt (The Shield, Fernsehserie, Folge 5x11)
- 2007: Tell Me You Love Me (Fernsehserie)
- 2008: Law & Order (Fernsehserie, Folge 18x05)
- 2008: Boston Legal (Fernsehserie, Folge 5x01, 5x04)
- 2008–2010: Sons of Anarchy (Fernsehserie)
- 2009: CSI: Vegas (Fernsehserie, Folge 9x23)
- 2011: The Protector (Fernsehserie, 13 Folgen)
- 2013: April Rain
- 2013: The Night Before Halloween (Mischief Night)
- 2014: Taxi Brooklyn (Fernsehserie, 9 Folgen)
- 2015: Colony (Fernsehserie)